# Théodore de Banville

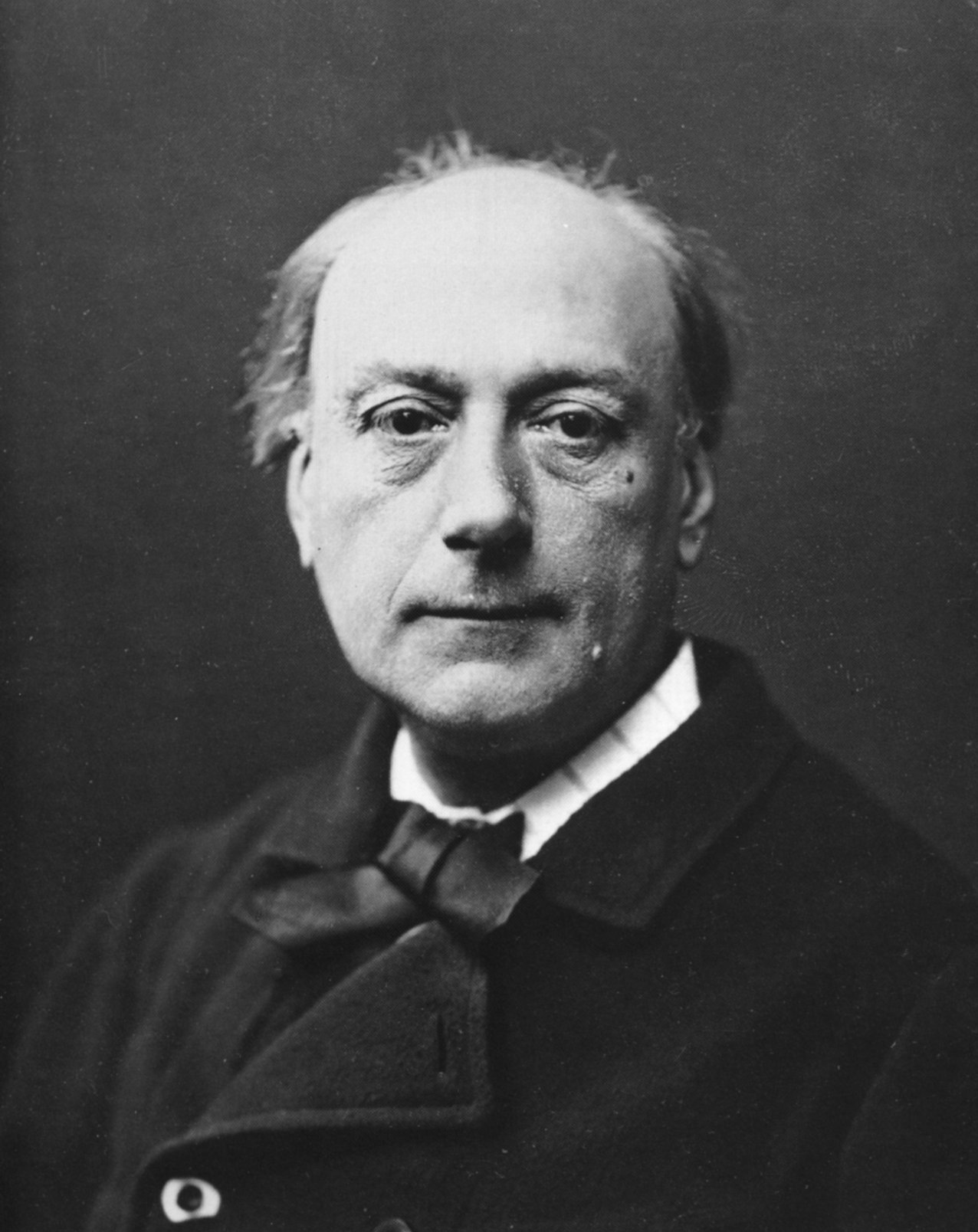
Théodore de Banville, foto Nadar.

Théodore Faullain de Banville (Moulins (Allier), 14 maart 1823 – Parijs, 13 maart 1891) was een Frans schrijver en dichter.

## Leven en werk
Banville werd geboren als zoon van een marineofficier en kreeg zijn opleiding in Parijs op het Lycée Condorcet. Al op vroege leeftijd koos hij voor de literatuur. Reeds in 1842 debuteerde hij met de gedichtenbundel Les Cariatides, gevolgd door Les Stalactites in 1846. Zijn poëzie is in deze periode opgewekt en ontplooit zich in een Griekse wereld vol harmonie, opgesmukt door de verbeelding.
Later stapt Banville over naar het principe “l’art-pour-l’art” en wordt hij een belangrijk vertegenwoordiger van de Parnassebeweging. In de Odes funambulesques (1857) overweegt de zorg voor de vormschoonheid. Les Exiles (1867) gaat uit van dezelfde principes maar is persoonlijker van toon. 
Het meest bekend werd Banville misschien wel met zijn Petite traité de poésie Française (1872), waarin hij technische regels geeft betreffende vaste dichtvormen: ballade, rondeel, sonnet, enzovoort. Het werd gepubliceerd direct na het tweede deel van de bloemlezing Parnasse contemporaine en had grote invloed op Arthur Rimbaud, Charles Baudelaire, maar bijvoorbeeld ook op de Engelse esthetische beweging. 
Banville werd onderscheiden met het Legioen van Eer. Hij stierf in 1891 op 68-jarige leeftijd en werd begraven op de begraafplaats van Montparnasse. Als eerbetoon is er een straat naar hem vernoemd, Rue Theodore de Banville. Gelegen in het 17e arrondissement van Parijs